# St-Trémeur (Guilvinec)

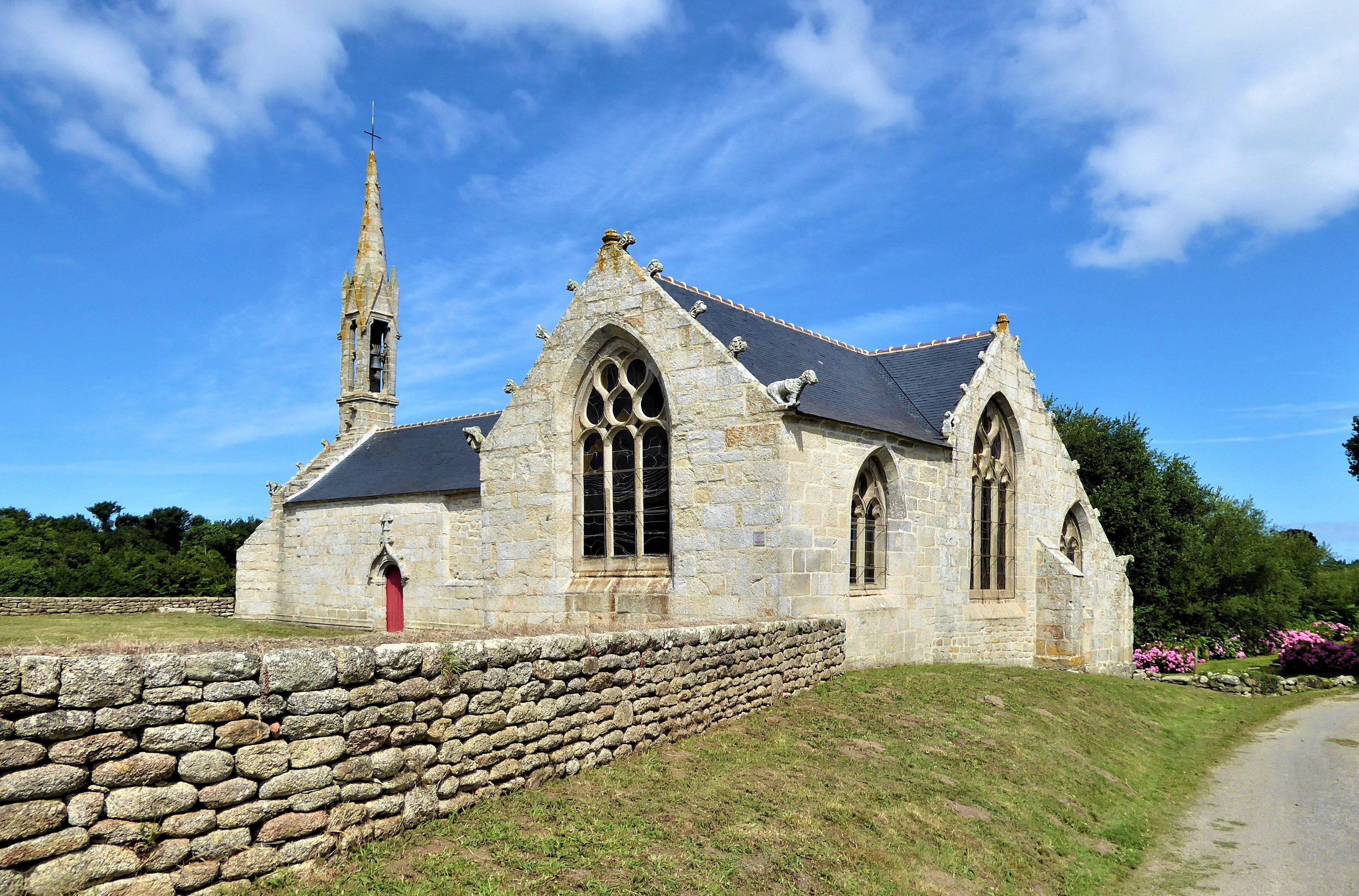
Die Kapelle St-Trémeur

St-Trémeur ist eine römisch-katholische Kapelle in Guilvinec (Département Finistère) in der Bretagne. Die Kapelle ist seit 1926 als Monument historique klassifiziert.

## Geschichte
Die dem heiligen Tremorius geweihte Kapelle St-Trémeur entstand im 16. Jahrhundert im Stil der Flamboyantgotik als einschiffiges Gotteshaus mit südlicher Seitenkapelle, die ein großes Maßwerkfenster ziert. Errichtet wurde die Kapelle von den Herren von Kergoz und gehörte kirchlich zunächst zu Plomeur. Im Jahr 2009 wurde mit einer Restaurierung des Bauwerks begonnen, die die Architektur der Kapelle betonen sollte.